# Southend Interactive
Southend Interactive era un estudio de desarrollo de juegos con sede en Malmö, Suecia. Southend trabajó en producciones de juegos de varios géneros que se ejecutan desde varios clientes, como Ubisoft y Sierra Online. También crearon juegos para el servicio Xbox Live Arcade de Microsoft en Xbox 360. El eslogan de la compañía de Southend era «Las experiencias del mañana, hoy».
Southend cerró en junio de 2013 cuando Ubisoft Massive adquirió a los 24 desarrolladores de Southend y algo de tecnología para usar en el juego multijugador masivo en líneaTom Clancy's The Division de Massive. Southend había estado buscando un pretendiente y culpó en parte a su editor, Deep Silver, por el cierre de la empresa.

## Juegos
- Deathrow (2002)
- XIII (2003)
- The Da Vinci Code 3D (2006)
- Commanders: Attack of the Genos (2008)
- R-Type Dimensions (2009)
- Lode Runner (2009)
- Xtrakt (2009) - Windows Mobile
- Experiment 13 (2009) - Windows Mobile/Android
- Tecmo Bowl Throwback (2010) - XBLA/PSN
- ilomilo (2010)
- Sacred Citadel (2013) - XBLA/PSN/PC[3]
- Brisby & Donnovan (cancelado)[4]